# Omaha (Nebraska)
Pour les articles homonymes, voir Omaha.

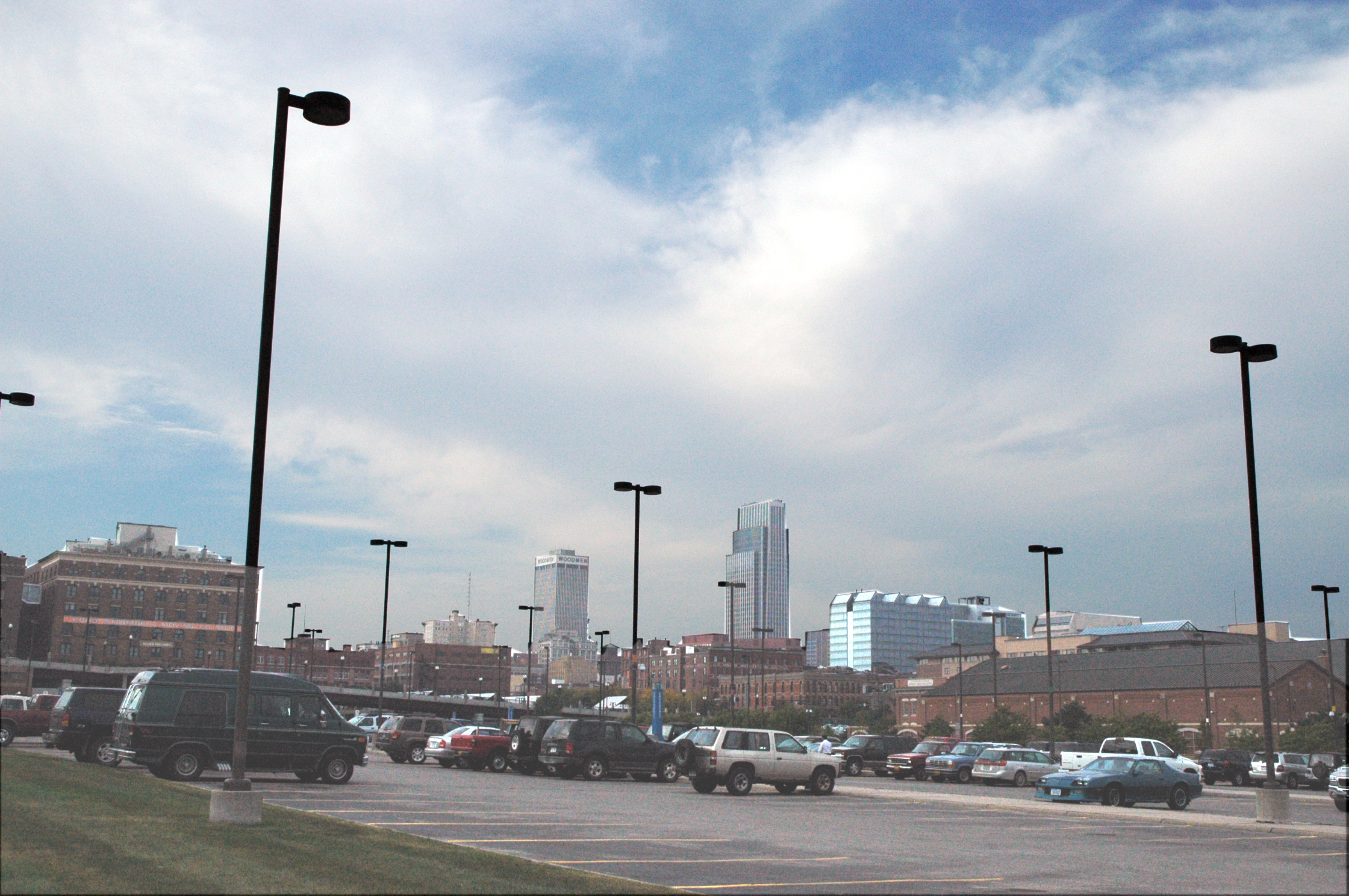
Omaha.

Omaha (/ˈoʊməhɑ/) est la plus grande ville de l’État du Nebraska, dans le comté de Douglas, aux États-Unis. Située dans les plaines centrales du Midwest, à l'est des Grandes Plaines, Omaha occupe la rive droite du Missouri, à environ 375 km à l’ouest du Mississippi. La ville est surnommée « La Porte d'entrée de l’Ouest » (en anglais : Gateway to the West). La ville compte 430 000 habitants en 2021 pour une aire urbaine de 1 000 000 d'habitants.

## Histoire

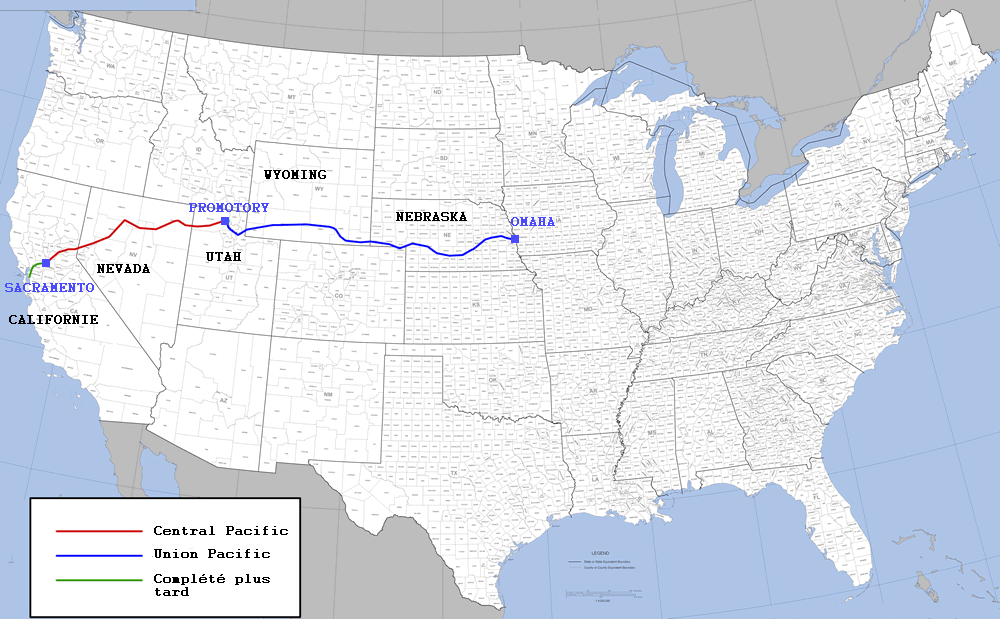
La première voie ferrée transcontinentale reliait Omaha à Sacramento.

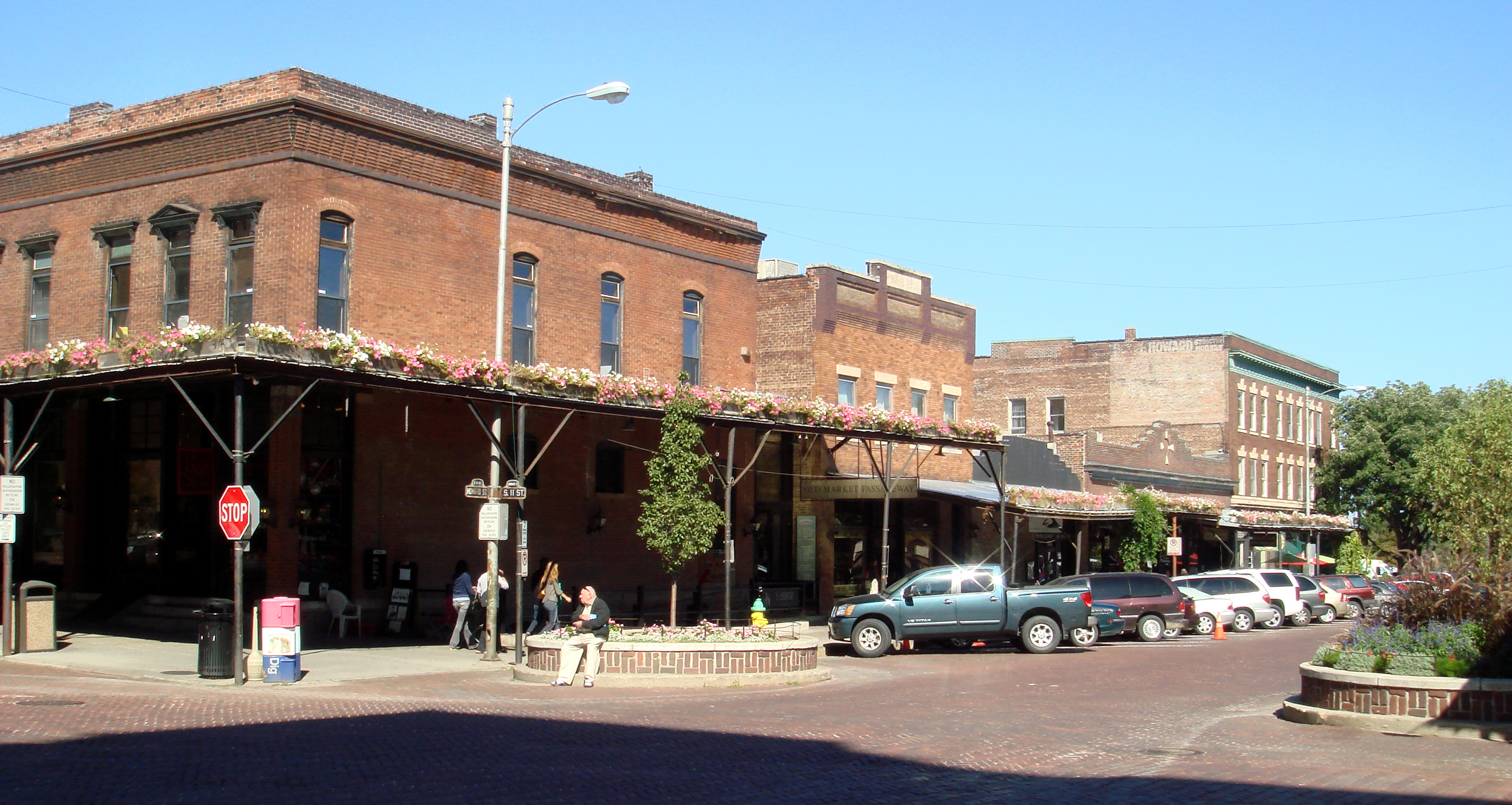
La zone du vieux marché (Old Market).

### Origines
Les Amérindiens Omahas et Poncas vivaient dans la région d'Omaha au XVIIe siècle. D'autres ethnies originaires de la basse vallée de l'Ohio — Pawnees, Otos, Missouris et Iowas — ont migré dans la région au début du XVIIe siècle. Le mot « Omaha » signifie « Habitants du promontoire ».
En 1804, l'Expédition Lewis et Clark passe à l'endroit où Omaha sera construite. Entre le 30 juillet et le 3 août 1804, des membres de l'expédition rencontrent les chefs des Otos et Missouris au Fort Atkinson, à environ 30 km de la localisation actuelle d'Omaha. Au sud de cet endroit, les Américains construisent plusieurs avant-postes de commerce de fourrure — Fort Lisa en 1812, Fort Atkinson en 1819, Cabanné's Trading Post en 1822 et Fontenelle's Post en 1823 —. Il y avait alors une compétition féroce entre les marchands de fourrure avant que John Jacob Astor ne crée l'American Fur Company. En 1806, les mormons fondent la ville de Cutler's Park dans la région. Même s'il s'agit d'une occupation temporaire, c'est le premier lieu de peuplement dans la région.
Après vingt-six traités signés avec le gouvernement fédéral américain, les Amérindiens cèdent petit à petit des terres constituant l'actuel Nebraska. En 1854, les Omahas cèdent la zone d'Omaha et une partie du centre-est du Nebraska. Logan Fontenelle, un interprète de la tribu des Omahas, a joué un rôle prépondérant dans la signature du traité.
Omaha a été fondée en 1854 sur les bords du Missouri par des spéculateurs originaires de la ville voisine de Council Bluffs située sur la rive opposée du fleuve dans l'Iowa. Un service de ferry permettant la traversée de cet affluent du Mississippi, le Lone Tree Ferry, a valu à la ville son surnom de « porte d'entrée de l'ouest ». Au XIXe siècle, la position de la ville au centre des États-Unis lui a permis de devenir un important nœud de voies de communications. La ville servait notamment d'étape pour les candidats à l'émigration vers l'ouest et en janvier 1866 débuta à Omaha la construction de la première ligne de chemin de fer transcontinentale permettant de relier par voie ferrée les plaines du Midwest à la côte Pacifique. Le conditionnement et la transformation de la viande occupèrent une place tout aussi importante dans le développement de la ville. Dans les années 1950, la moitié de la population active travaillait en effet dans ce secteur d'activité.
Omaha a été la capitale du Territoire du Nebraska de 1854 à 1867, avant d'être détrônée par la ville de Lincoln. L'exposition Trans-Mississippi s'y déroula en 1898. La ville a été le théâtre d'importantes émeutes raciales au début du XXe siècle.
Les catastrophes naturelles n'ont pas épargné la ville et celle-ci a été à plusieurs reprises durement touchée par des inondations, en 1881 et en 1952, ainsi que par des tornades, en 1913 et en 1975.

### Violences et émeutes raciales au début duXXesiècle
Dans les années 1880, Omaha devint la ville dont la population connut la croissance la plus rapide des États-Unis. Le nombre d'habitants passa de 30 518 en 1880 à 140 452 en 1890. La ville accueillait de nombreux immigrants. Ceux-ci ne tardèrent pas à former des enclaves ethniques. Les Irlandais s'installèrent à Sheelytown, dans le sud d'Omaha. Les Allemands s'installèrent à Near North Side et furent rejoints par les juifs de l'Europe de l'Est et les Afro-Américains du sud des États-Unis. La ville possédait aussi dans sa partie sud un quartier Little Italy et un quartier Little Bohemia.
La croissance rapide de la population ne tarda pas à créer des tensions au sein de celle-ci en raison d'une concurrence acharnée pour le travail. En 1900, Cudahy Edward Jr., le fils d'un magnat local du conditionnement de la viande, fut enlevé, ce qui provoqua un tollé national. Des grèves éclatèrent et les Noirs furent accusés d'avoir été recrutés comme briseurs de grève.
En 1909, une émeute entre Blancs dans le sud d'Omaha dégénéra et le quartier grec fut entièrement détruit, entraînant le départ de la communauté grecque. En 1919, la ville participa aux émeutes de l'Été rouge et des milliers de Blancs défilèrent devant le palais de justice du comté de Douglas pour réclamer le lynchage d'un ouvrier noir, Willy Brown, suspecté dans le viol présumé d'une femme blanche. La foule brûla le palais de justice pour obtenir le prisonnier, causant plus de 1 000 000 $ de dommages. Willy Brown fut finalement pendu et fusillé par la foule puis son corps brûlé.

## Géographie

### Situation
Omaha est située dans le Midwest des États-Unis, à l'est du Nebraska dans la vallée du Missouri. D'après le Bureau du recensement des États-Unis, la ville a une superficie de 338,2 km2 dont 329,16 km2 de terres et 9,04 km2 de surfaces en eau. Omaha se situe directement en aval de la confluence du Missouri et de la Platte dans une région parsemée de lacs — Lac Manawa, Lac Carter, Lac Glenn Cunningham —. Omaha est proche du centre géographique des États-Unis. Les préoccupations environnementales concernent la diffusion des espèces invasives, la restauration des prairies, les forêts de chênes à gros fruits et la régulation de la population de cerfs de Virginie. L'aire métropolitaine d'Omaha—Council Bluffs s'étend sur les deux États du Nebraska et de l'Iowa et recouvre huit comtés. L'aire urbaine était anciennement appelée « aire métropolitaine statistique d'Omaha » et était délimitée en cinq comtés : Pottawattamie en Iowa, Cass, Douglas, Sarpy et Washington en Nebraska. La Combined Statistical Area (CSA) d'Omaha—Council Bluffs comprend l'aire métropolitaine et l'aire micropolitaine de Fremont. La CSA totalise 858 720 habitants d'après le recensement de 2005. Omaha est la 42e ville des États-Unis et la ville centre de la soixantième aire urbaine,. Omaha n'est pas une Consolidated City-County mais la mairie étudie la possibilité d'une fusion entre la ville et le comté depuis 2003.

### Climat
La ville d'Omaha bénéficie d'un climat continental humide (type Dfa selon la classification de Köppen). Les étés sont chauds et humides tandis que les hivers sont froids et secs. La ville connaît à la fois des épisodes de canicule et des épisodes de froid intense. Le record de chaleur est de 46 °C et le record de froid de −36 °C. On enregistre 740 mm de précipitations par an. En hiver, celles-ci prennent la forme de chutes de neige.
La ville est située sur la Tornado Alley et des tornades s'y produisent régulièrement au printemps et en été. Celles-ci ont causé d'importants dommages à plusieurs reprises à la ville et sa région. Ainsi le 6 mai 1975 une tornade particulièrement dévastatrice (en), classée F4 sur l'échelle de Fujita, frappa la ville. Celle-ci traça sa route à travers les rues et les résidences, parcourant au total 16 km de zone urbaine. Elle fit trois morts et 133 blessés. Elle endommagea plus de 4 000 bâtiments et en détruisit 287. Plus loin dans le passé, le 23 mars 1913, une tornade, appelée la tornade de Pâques (en), fut encore plus meurtrière, puisqu'elle causa la mort de 115 habitants d'Omaha.
| Mois                              | jan.  | fév. | mars | avril | mai   | juin | jui. | août | sep. | oct. | nov. | déc. | année |
| --------------------------------- | ----- | ---- | ---- | ----- | ----- | ---- | ---- | ---- | ---- | ---- | ---- | ---- | ----- |
| Température minimale moyenne (°C) | −11,6 | −8,6 | −2,3 | 4,6   | 11    | 16,3 | 19,2 | 17,7 | 12,6 | 6,1  | −1,3 | −8,9 | 4,6   |
| Température maximale moyenne (°C) | −1,3  | 1,7  | 8,7  | 16,9  | 22,7  | 28   | 30,3 | 28,9 | 23,8 | 17,8 | 8,7  | 0,8  | 15,6  |
| Précipitations (mm)               | 16,5  | 19,8 | 54,1 | 69,6  | 110,7 | 99,1 | 83,1 | 81,8 | 92,7 | 61,2 | 34,3 | 23,6 | 746,5 |
| dont neige (cm)                   | 15,7  | 14,5 | 15,5 | 3     | 0     | 0    | 0    | 0    | 0    | 1,3  | 8,1  | 16,3 | 74,4  |

## Démographie
| Groupe            | Omaha | Nebraska | États-Unis |
| ----------------- | ----- | -------- | ---------- |
| Blancs            | 73,1  | 86,1     | 72,4       |
| Afro-Américains   | 13,7  | 4,5      | 12,6       |
| Autres            | 6,9   | 4,3      | 6,2        |
| Métis             | 3,0   | 2,2      | 2,9        |
| Asiatiques        | 2,5   | 1,8      | 4,8        |
| Amérindiens       | 0,8   | 1,0      | 0,9        |
| Océaniens         | 0,1   | 0,1      | 0,2        |
| Total             | 100   | 100      | 100        |
|                   |       |          |            |
| Latino-Américains | 13,1  | 9,2      | 16,7       |

Selon l'American Community Survey, pour la période 2011-2015, 84,12 % de la population âgée de plus de 5 ans déclare parler l'anglais à la maison, 10,51 % déclare parler l'espagnol, 0,55 % le français et 4,82 % une autre langue.

## Économie

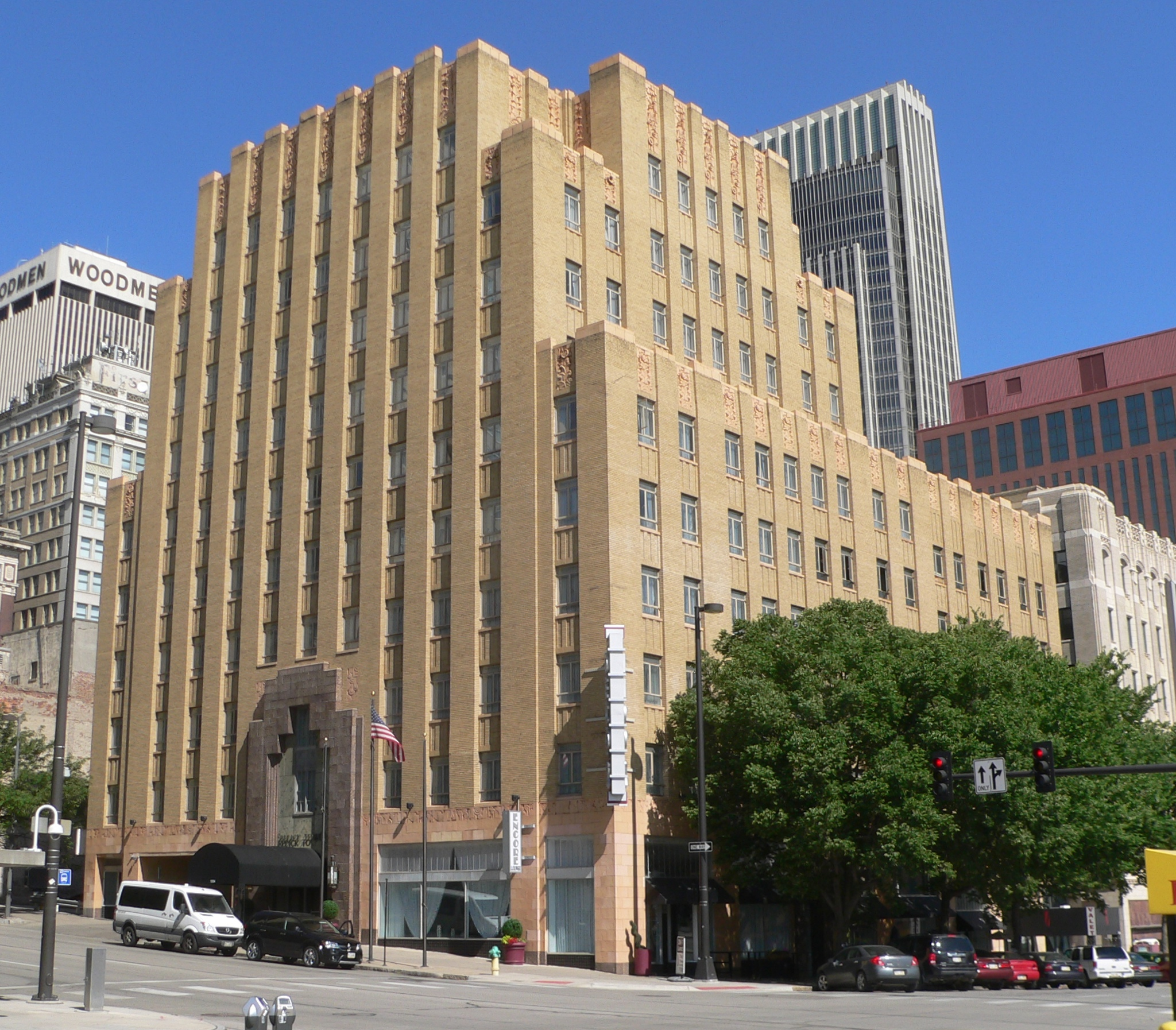
La Redick Tower, aujourd'hui devenue l'hôtel Deco.

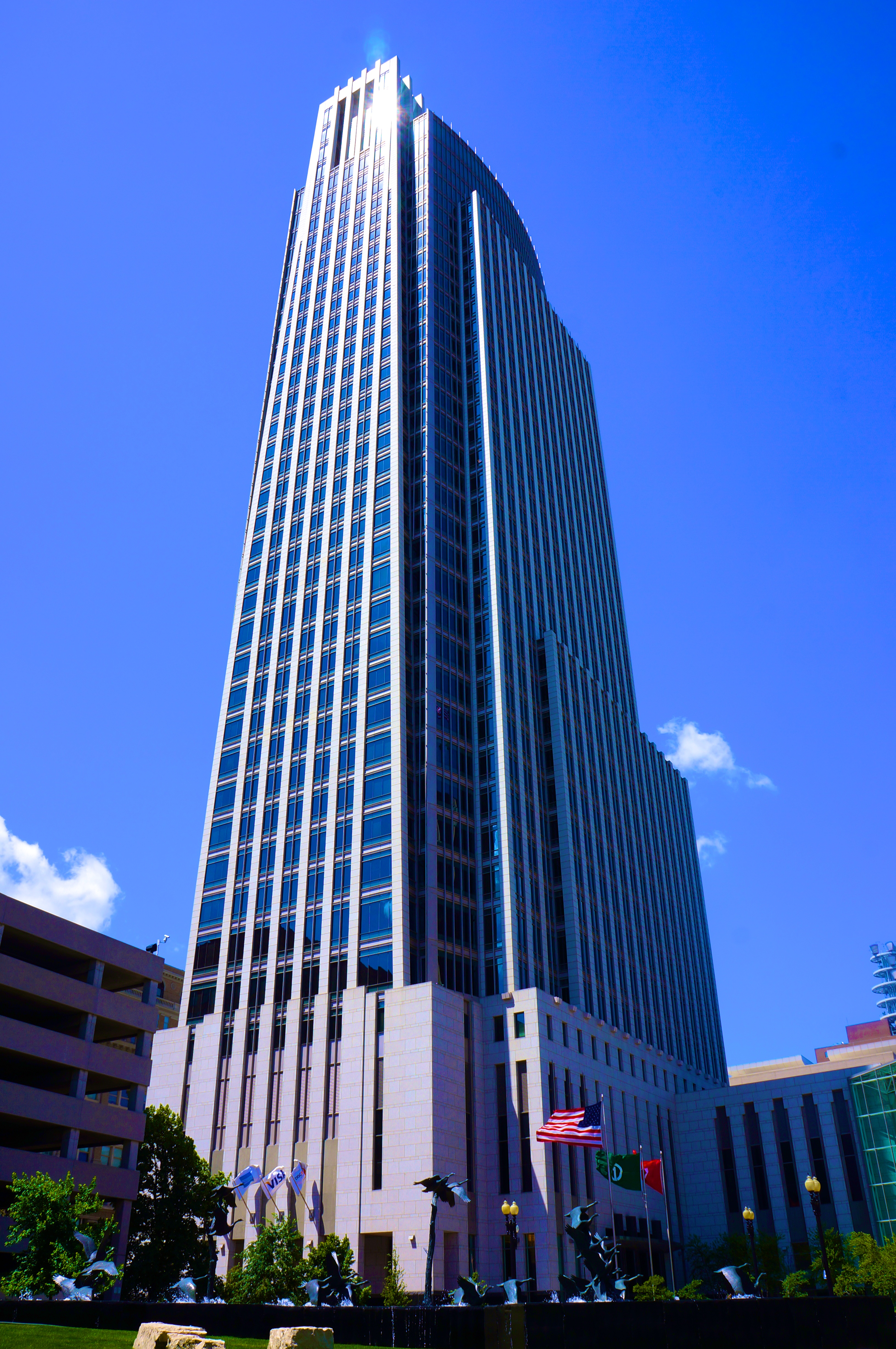
First National Bank Tower, plus haut gratte-ciel de la ville.

Les secteurs financier, des télécommunications, des assurances et des transports sont dominants dans la ville, en dépit du fait que l'économie nébraskaise repose encore sur l'agriculture.
Entreprises :
- TD Ameritrade
- Berkshire Hathaway -- Fortune 500
- ConAgra Foods, Inc. -- Fortune 500
- First National Bank of Omaha
- Mutual of Omaha -- Fortune 500
- NetShops
- Omaha Steaks
- Peter Kiewit and Sons, Inc. Construction Co—Fortune 500
- Union Pacific -- Fortune 500
- Werner Enterprises -- Fortune 500
- Woodmen of the World (en)
- West Corporation
- First National of Nebraska -- Son siège est à Omaha

Omaha est desservie par l'aéroport Eppley d'Omaha (code IATA : OMA • code OACI : KOMA).

### Presse

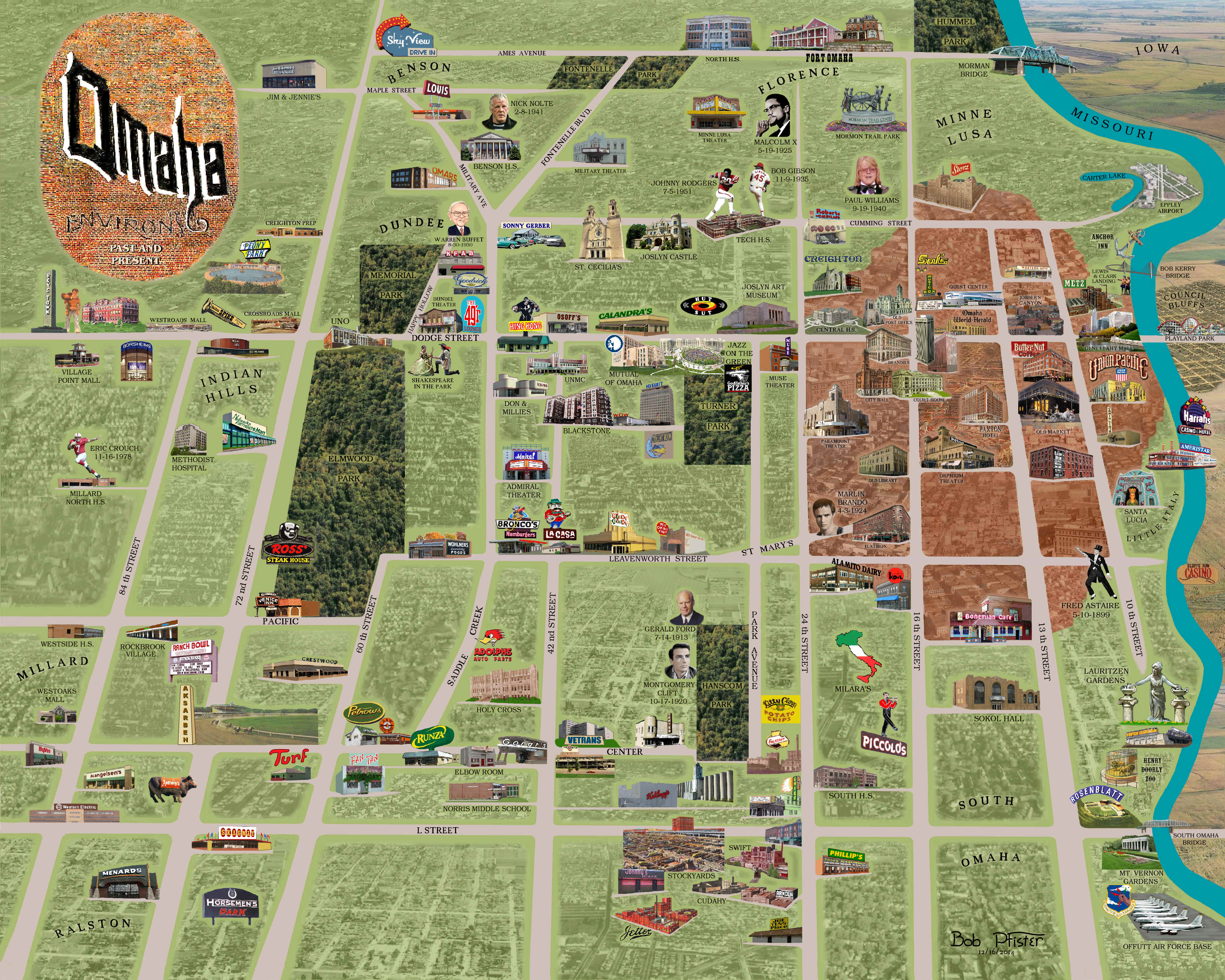
Plan illustré d'Omaha.

- The Omaha Star
- Omaha Magazine
- The Reader
- Omaha World Herald

## Culture

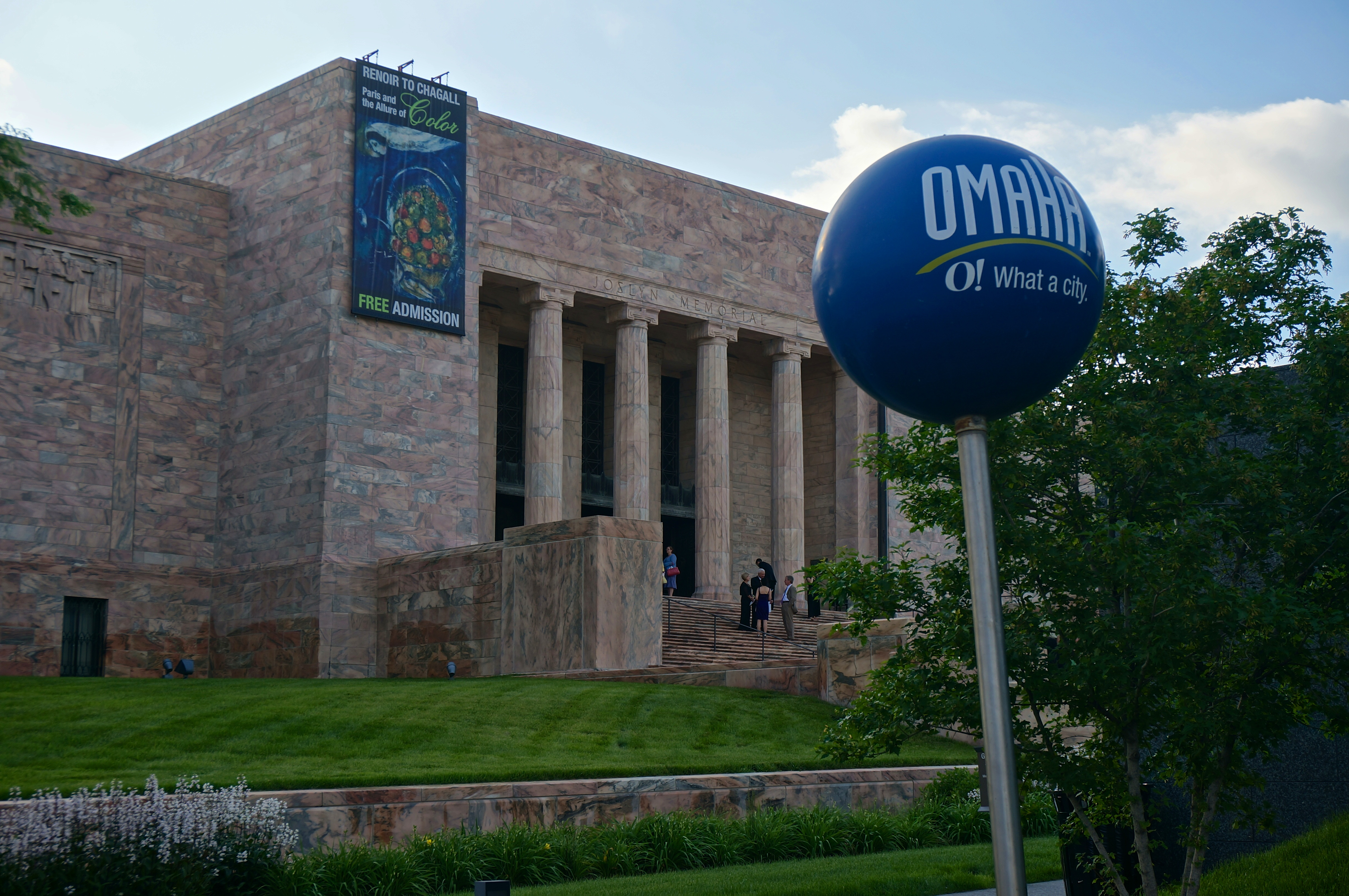
Entrée du musée.

Omaha abrite le plus grand musée d'art du Nebraska, le Joslyn Art Museum (fondé en 1931) dont la collection permanente présente gratuitement au public des œuvres de la Renaissance italienne (Véronèse, Titien, etc.), des impressionnistes français et américains, des réalistes américains, des tableaux abstraits et Pop art, etc. et toute une collection retraçant l'histoire du western.

## Militaire
La région métropolitaine d'Omaha abrite la base aérienne d'Offutt, qui accueillit une importante usine de bombardiers pendant la Seconde Guerre mondiale puis le Strategic Air Command pendant la guerre froide. C'est actuellement le United States Strategic Command qui occupe le site. Les revenus militaires sont estimés à deux milliards par an par la presse locale.

## Sports
Le stade Rosenblatt, qui abrite les Storm Chasers d'Omaha (équipe affiliée aux Royals de Kansas City) est le lieu où se déroule le championnat collégial de la NCAA.
Le hockey sur glace est un sport populaire à Omaha. Il y a trois équipes : les Lancers, les Mavericks et les Ak-Sar-Ben Knights.

## Éducation
Omaha abrite l'université du Nebraska à Omaha et l'université Creighton.
- Université de Bellevue
- Collège de pharmacie de l'Université du Nebraska
- Collège des sciences infirmières de l'Université du Nebraska
- Collège communautaire métropolitain
- Université Grace
- Collège de Saint Mary
- Collège méthodiste du Nebraska
- Collège communautaire indien du Nebraska
- Collège Vatterott

## Archevêché
- Liste des évêques et archevêques d'Omaha
- Cathédrale Sainte-Cécile d'Omaha

## Jumelages
- Brunswick (Allemagne)
- Naas (Irlande)
- Shizuoka (Japon)
- Šiauliai (Lituanie)
- Xalapa (Veracruz) (Mexique)